# Heiligenhagen
Koordinaten: 54° 1′ N, 11° 56′ O
Heiligenhagen ist ein Ortsteil der Gemeinde Satow im Landkreis Rostock in Mecklenburg-Vorpommern.

## Geographie
Heiligenhagen liegt etwa 15 Kilometer südwestlich von Rostock und drei Kilometer nordöstlich von Satow. Die Anschlussstelle Bad Doberan der Bundesautobahn 20 ist in sieben Kilometern zu erreichen. Heiligenhagen hatte am 31. Dezember 2011 730 Einwohner und etwa 227 Häuser.

## Geschichte

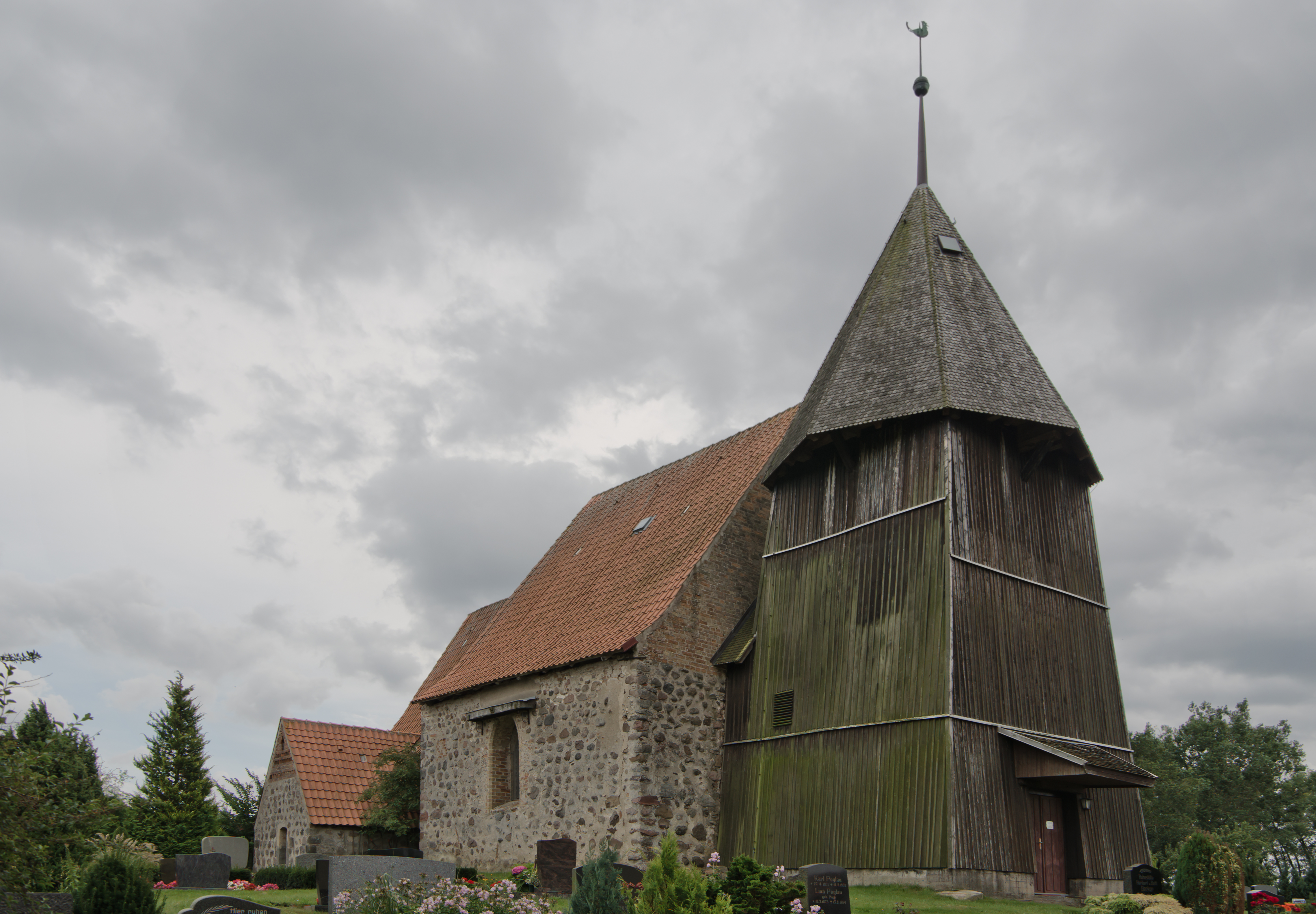
Kirche in Heiligenhagen

Erstmals urkundlich erwähnt wurde der Ort Heiligenhagen 1232. Dokumentiert wurde die Schenkung von zwei Hufen des Ortes an das Zisterzienserkloster in Amelungsborn, welche durch Nikolaus von Werle bestätigt wurde.
Zu diesem Zeitpunkt hieß der Ort noch Wildeshusen.
In der Folgezeit kam es zu einem deutlichen Bevölkerungszuwachs durch westfälische Bauern. Es entstand ein für diese Gegend typisches Hagen-, also ein Waldrodungsdorf. 1304 wurde Heiligenhagen erneut erwähnt, diesmal unter der Bezeichnung Heiligengeisteshagen. Hintergrund war eine zwischenzeitliche Übertragung an das Heilig-Geist-Spital in Riga, in dessen Besitz der Ort bis 1427 verblieb. In diesem Jahr wurde das Dorf je zur Hälfte an die beiden Rostocker Bürgermeister Heinrich Buk und Johann Oderich verkauft. Da beide im darauf folgenden Jahr aus politischen Gründen von Rostock nach Bützow fliehen mussten, veräußerten sie das Dorf an Katharina von Mecklenburg, wodurch das Dorf in Landesbesitz kam.
Heiligenhagen war überwiegend landwirtschaftlich geprägt, so weist eine Flurkarte von 1742 im Wesentlichen zehn Bauern mit ihren Höfen aus. 1900 hatten elf Hufner ihre Höfe zu Dreiseitenhöfen ausgebaut. 1945 gab es zwölf Hufner, 33 Büdner und 32 Häusler in Heiligenhagen.
Heiligenhagen fusionierte am 1. Juli 2003 zusammen mit fünf weiteren Gemeinden zur neuen Gemeinde Satow.
Heute sind nur noch wenige Einwohner in der Landwirtschaft tätig. Es gibt etwa 63 Gewerbetreibende, die L 10 und die A 20 bieten eine gute Verkehrsanbindung für Anwohner und Gewerbe.

## Sehenswürdigkeiten

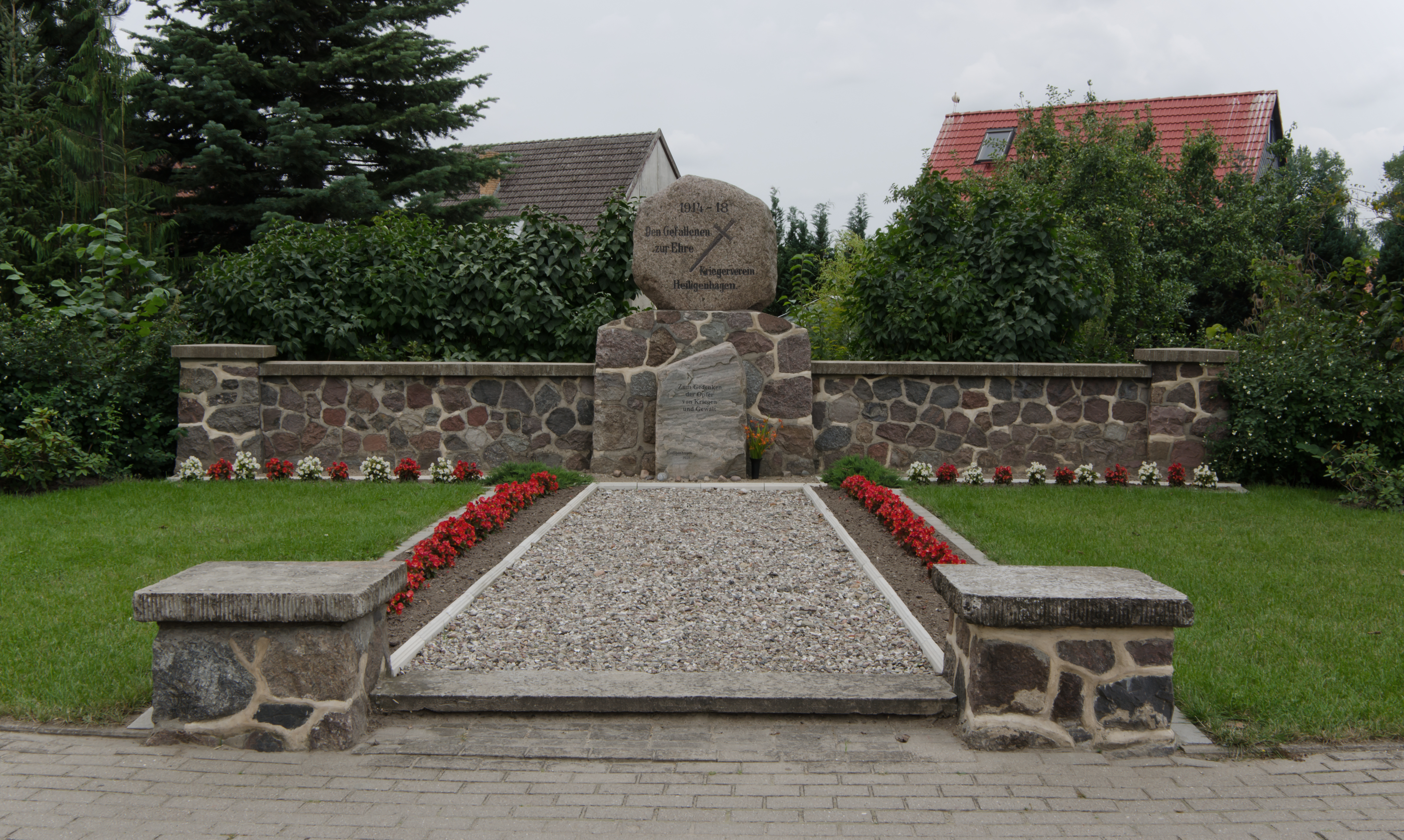
Ehrenmal in Heiligenhagen

Das älteste erhaltene Gebäude des Ortes ist die um 1300 entstandene Dorfkirche. 
Es existieren noch zwei reetgedeckte Büdnerhäuser aus der ersten Hälfte des 19. Jahrhunderts. Etwas südlich der Kirche befindet sich die denkmalgeschützte Gedenkstätte an die Opfer des Ersten Weltkrieges. Bei der Sanierung 2010 wurde ein zusätzlicher Stein zum „Gedenken an die Opfer von Kriegen und Gewalt“ aufgestellt.